# Campanula calycialata
Campanula calycialata là loài thực vật có hoa trong họ Hoa chuông. Loài này được V.Randjel. & Zlatkovic mô tả khoa học đầu tiên năm 1998.